# H. Pastoor van Arskerk
H. Pastoor van Arskerk is een voormalige rooms-katholieke kerk in Haarlem. 

## Geschiedenis
De bouw van deze kerk in Parkwijk, Haarlem-Oost begon in 1958 en duurde tot 1960. De kerk, die is ontworpen door Haarlems architect Gerard Holt, werd op zondag 17 december 1960 in gebruik genomen.
Het gebouw en de parochie waren vernoemd naar de vroegere pastoor van het Franse dorp Ars-sur-Formans, de in 1925 heilig verklaarde Johannes Maria Vianney, alias Pastoor van Ars.
De laatste heilige mis die werd gehouden in deze kerk was op 15 juli 2017. Na de definitieve sluiting van de kerk bleef binnen de Parochie Haarlem Centrum Oost alleen de Sint Josephkerk aan de Jansstraat in Haarlem-Centrum over.
De kerk is in 2021 omgebouwd tot woning.
Het kerkgebouw is een rijksmonument, nadien het eerder als gemeentelijk monument was aangemerkt.